# Isachne bicolor
Isachne bicolor là một loài thực vật có hoa trong họ Hòa thảo. Loài này được Naik & Patunkar mô tả khoa học đầu tiên năm 1976.